# 孙必干

孙必干（1941年6月—2022年1月12日）汉阳人，大使，中华人民共和国外交官。1990年7月21日，中华人民共和国与沙特阿拉伯王国建交，并开始派遣驻沙特阿拉伯特命全权大使。孙必干担任首任中华人民共和国驻沙特阿拉伯大使。1994年，担任中华人民共和国驻伊拉克大使。1999年，接替王世杰担任中华人民共和国驻伊朗大使。2002年，由刘振堂接任。2004年，入选“感动中国”人物。2006年，担任中国政府中东问题特使。